# Baron
Denumirea de baron desemnează un titlu nobiliar.

## Etimologie
Originea cuvântului modern baron provine din franceza veche — baron, care, la rândul său poate avea la origine cuvântul german vechi baro (probabil „purtător (de greutăți)”, cf. engl. to bear, lat. târzie baro). Probabil că sensul expresiei a evoluat către ideea de om puternic, din care a derivat înțelesul binecunoscut, acela de „nobil”.

### În alte limbi
Titlul de baron a fost destul de comun în majoritatea statelor Europei, variind foarte puțin ca semnificație, ortografie și pronunție în diferite limbi. Conform tabelului de mai jos se pot observa formele cuvântului, atât cele la masculin cât și la feminin (acolo unde există), respectiv titlul domeniului deținut de aceștia. 
| Limbă         | Masculin singular  | Feminin singular                     | Domeniu                                                                 |
| ------------- | ------------------ | ------------------------------------ | ----------------------------------------------------------------------- |
| Albaneză      | Baron              | Baroneshë                            |                                                                         |
| Arabă         | بارون (Baaroun)    | بارونة (Baarouna)                    |                                                                         |
| Bielorusă     | Baron              | Baronesa                             |                                                                         |
| Bulgară       | Барон (Baron)      | Баронеса (Baronesa)                  |                                                                         |
| Catalană      | Baró               | Baronessa                            |                                                                         |
| Croată        | Barun              | Barunica                             | Barunija                                                                |
| Cehă          | Baron              | Baronka, Baronesa                    | Baronie                                                                 |
| Daneză        | Baron, Friherre    | Baronesse, Friherreinde              | Baroni                                                                  |
| Engleză       | Baron              | Baroness                             | Barony                                                                  |
| Estoniană     | Parun              | Paruniproua, Paruness                |                                                                         |
| Finlandeză    | Paroni, Vapaaherra | Paronitar, Vapaaherratar             | Vapaaherrakunta ori doar Läänitys (sau, în vestul Europei, paronikunta) |
| Franceză      | Baron              | Baronne                              | Baronie                                                                 |
| Galiciană     | Barón              | Baronesa                             | Baronía                                                                 |
| Germană       | Baron, Freiherr    | Baronin, Baronesse, Freifrau, Freiin | Herrschaft, Herrlichkeit, Rittergut                                     |
| Greacă        | Varónos            | Varóni                               |                                                                         |
| Ebraică       | ברון (Baron)       | ברונית (Baronit)                     | ברונות (Barunoot)                                                       |
| Maghiară      | Báró               | Bárónő                               | Báróság                                                                 |
| Islandeză     | Barón, Fríherra    | Barónessa                            |                                                                         |
| Irlandeză     | Barún              | Banbharún                            |                                                                         |
| Italiană      | Barone             | Baronessa                            | Baronia                                                                 |
| Latină        | Baro               | Baronissa                            | Baronatus                                                               |
| Letonă        | Barons             | Baronese                             |                                                                         |
| Lituaniană    | Baronas            | Baroniene                            |                                                                         |
| Luxemburgheză | Baroun             | Barounin, Baronesse                  |                                                                         |
| Macedoneană   | Барон (Baron)      | Бароница (Baronitsa)                 | Баронија                                                                |
| Malteză       | Baruni             | Barunessa                            | Barunijja / Barunat                                                     |
| Monegasque    | Barun              | Barunessa                            |                                                                         |
| Olandeză      | Baron, Vrijheer    | Barones                              | Baronie                                                                 |
| Norvegiană    | Baron, Friherre    | Baronesse                            | Baroni                                                                  |
| Engleză veche | þegn               | Hlǣfdiġe                             |                                                                         |
| Poloneză      | Baron              | Baronowa, Baronówna                  | Baronia                                                                 |
| Portugheză    | Barão              | Baronesa                             | Baronato                                                                |
| Retoromană    | Barun              | Barunessa                            |                                                                         |
| Română        | Baron              | Baroneasă, Baroană                   | Baronie                                                                 |
| Rusă          | Барон (Baron)      | Баронесса (Baronessa)                | Баронство (Baronstvo)                                                   |
| Scoțiană      | Baran/Ridire       | Bana-bharan/Ban-ridire               |                                                                         |
| Sârbă         | Baron              | Baronica                             | Baronija                                                                |
| Slovacă       | Barón              | Barónka                              |                                                                         |
| Slovenă       | Baron              | Baronica                             |                                                                         |
| Spaniolă      | Barón              | Baronesa                             | Baronía                                                                 |
| Suedeză       | Baron, Friherre    | Friherrinna                          | Friherrskap                                                             |
| Turcă         | Baron              | Barones                              | Baronluk                                                                |
| Ucraineană    | Baron              | Baronka                              | Baronesa                                                                |
| Galeză        | Barwn, Arglwydd    | Barwnes, Arglwyddes                  | Barwniaeth                                                              |

## În lume
Ca alte titluri nobile occidentale, cuvântul „baron” este câteodată folosit să dea anumite titluri în limbile neoccidentale cu tradițiile lor, chiar dacă este irelevant istoric și greu de comparat, sunt considerate „echivalente” în rang relativ.
Acesta este cazul cu Nan (男), în chineză, titlu ereditar de nobilime din rangul al cincilea (男爵), și al derivatelor și adaptărilor sale:
- Namjak (男爵) sau Chamise din coreeană
- Echivalentul japonez Danshaku (男爵)
- Echivalentul vietnamez Nam tước

În unele republici din Europa continentală, titlul neoficial de „baron” înseamnă un prestigiu social pur, cu nici un privilegiu politic deosebit.
În monarhia insulei polineziene Tonga, opus situației din Europa, baronilor le este acordat acest titlu împrumutat (în engleză), pe lângă stilurile tradiționale principale, și continuă să dețină putere politică.
În limbile occidentale este normal să folosești cuvântul „baron” pentru a acorda oarecum „echivalentul” rangurilor în ierarhiile aristocrate din culturile exotice.

## Baroni ficționali
- Baronul Marius Pontmercy, un personaj principal al romanului clasic scris de Victor Hugo și a faimosului muzical Les Miserables.
- Baronul Vladimir Harkonnen, domnitorul Casei Harkonnen în Dune universe creat de Frank Herbert.
- Baronul von Munchhausen, erou al cărții cu același nume.
- Baronul Hardup, în tradiționalul pantomime, un nobil limitat.
- Baronul Karza, liderul inamic al lui Micronauts.
- Baronul Wolfgang von Strucker, liderul inamic al lui Nick Fury.
- Baronul Bean, o bandă desenată de George Herriman.
- Baronul Humbert Von Gikkingen, deseori numit doar Baronul, este un personaj din animația The Cat Returns.
- Baronul Bomburst, ticălosul lui Ian Fleming, conducător al Vulgariei în Chitty Chitty Bang Bang.
- Heinz, Baronul Krauss von Espys; el este martorul netot în Intolerable Cruelty (2003) al lui Joel Coen, fiind jucat de Jonathan Hadary.
- Baronul von Frankenstein, creatorul lui Frankenstein.
- Baron von Raschke, fost luptător profesionist.
- Baronul Soontir Fel, TIE fighter pilot și ginere al lui Wedge Antilles în Star Wars.
- Baronul Von Trapp, un personaj în muzicalul The Sound of Music.
- Baronul Von Slagle, primul lider care a unificat Justinian Empire, așa cum este descris în romanul Red Skies, Battle Cries de Arnold Henderson.
- Baronul Silas Greenback, inamicul lui Dangermouse, în seria de animație britanică Dangermouse.
- Baronul Vilhelm Von Lichtenstein, Arhiduce al tărâmului Iepurilor, în folclorul scoțian.